# Prodotiscus
Prodotiscus là một chi chim trong họ Indicatoridae.

## Các loài
| Hình | Danh pháp khoa học    | Tên tiếng Anh          | Phân bố |
| ---- | --------------------- | ---------------------- | --- |
|      | Prodotiscus regulus   | Brown-backed honeybird | Angola, Botswana, Cameroon, Central African Republic, CHDC Congo, Bờ Biển Ngà, Ethiopia, Kenya, Lesotho, Liberia, Malawi, Mozambique, Namibia, Nigeria, Rwanda, Somalia, Nam Phi, Sudan, Swaziland, Tanzania, Togo, Uganda, Zambia, và Zimbabwe. |
|      | Prodotiscus zambesiae | Green-backed honeybird | Angola, Botswana, DRC, Kenya, Malawi, Mozambique, Namibia, Tanzania, Zambia, and Zimbabwe. |
|      | Prodotiscus insignis  | Cassin's honeybird     | Angola, Benin, Cameroon, Cộng hòa Trung Phi, Cộng hòa Congo, CHDC Congo, Bờ Biển Ngà, Ethiopia, Gabon, Ghana, Guinea, Kenya, Liberia, Nigeria, Senegal, Sierra Leone, Nam Sudan, Togo, và Uganda.                                                |